# Georgia O'Keeffe
Georgia Totto O'Keeffe (15 tháng 11 năm 1887 - 6 tháng 3 năm 1986) là một họa sĩ người Mỹ. O'Keeffe đầu tiên được cộng đồng nghệ thuật New York chú ý vào năm 1916. Cô được biết đến với những bức tranh hoa phóng to, tòa nhà chọc trời New York, và cảnh quan New Mexico. O'Keeffe đã được công nhận là "Mẹ của chủ nghĩa hiện đại của Mỹ".

## Tác phẩm

Không tên – lọ hoa, 1903–1905, tranh màu nước trên giấy, Bảo tàng Georgia O'Keeffe
Red Canna, 1915, tranh màu nước trên giấy, Phòng trưng bày Đại học Yale
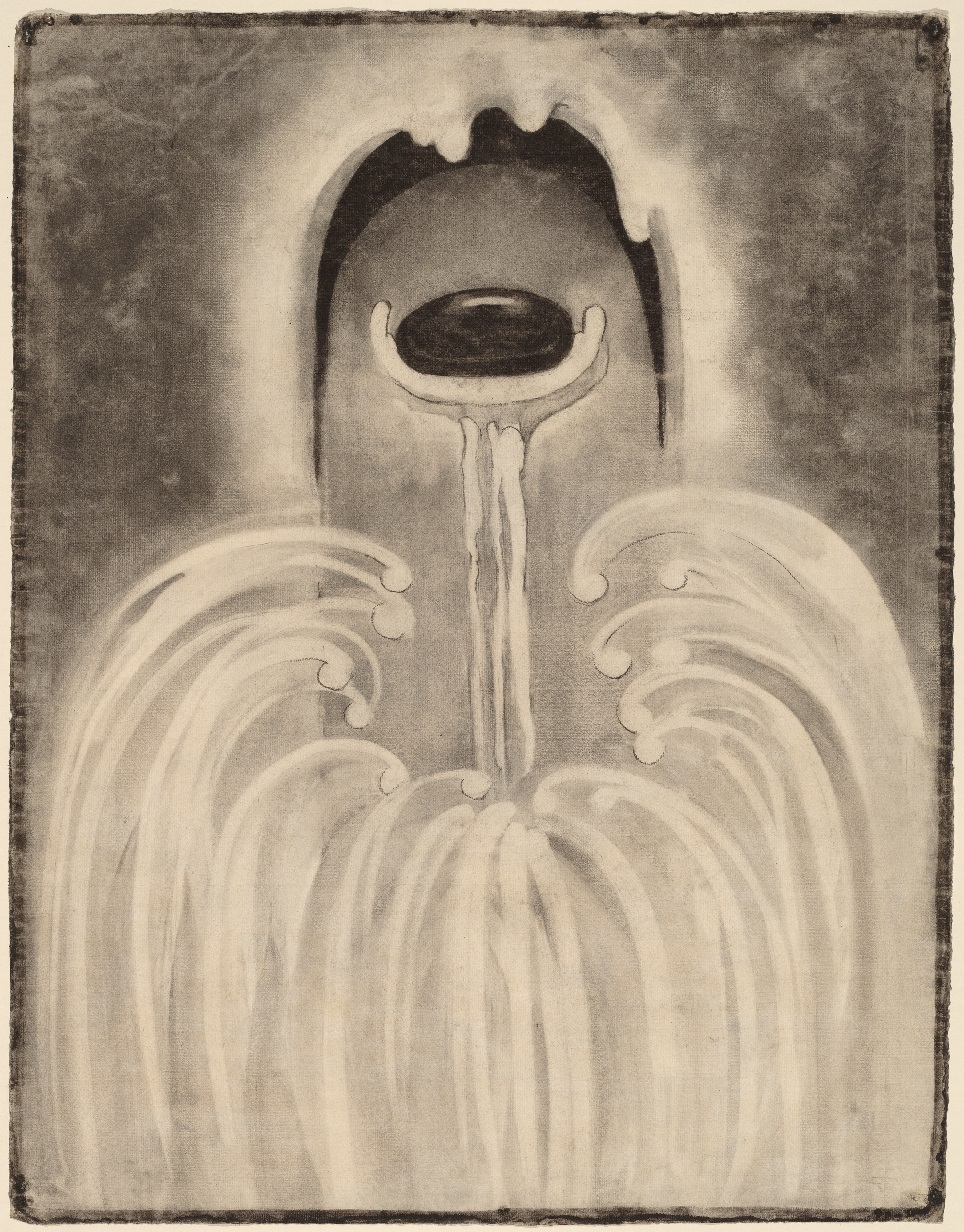
Drawing No. 2 – Special, 1915, tranh than chì trên giấy vecjê, Phòng trưng bày Nghệ thuật quốc gia
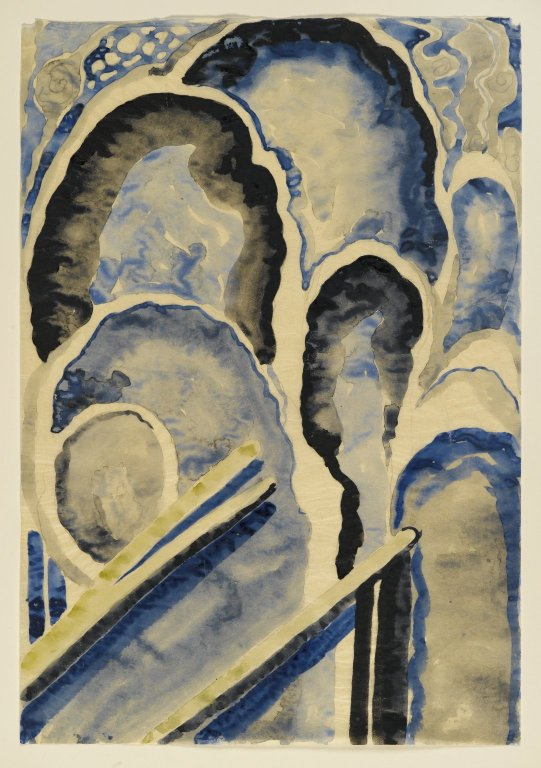
Blue #1, 1916, tranh màu nước và chì trên giấy, Bảo tàng Brooklyn
Sunrise, 1916, tranh màu nước trên giấy
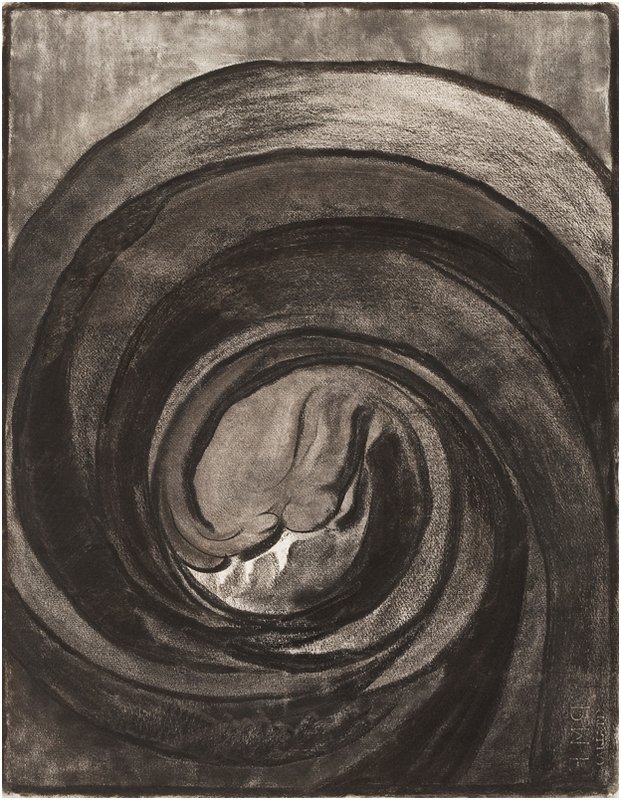
No. 8 – Special, 1916, Bảo tàng Nghệ thuật Whitney
Light Coming on the Plains No. II, 1917, tranh màu nước trên giấy in báo, Bảo tàng Nghệ thuật Mỹ Amon Carter
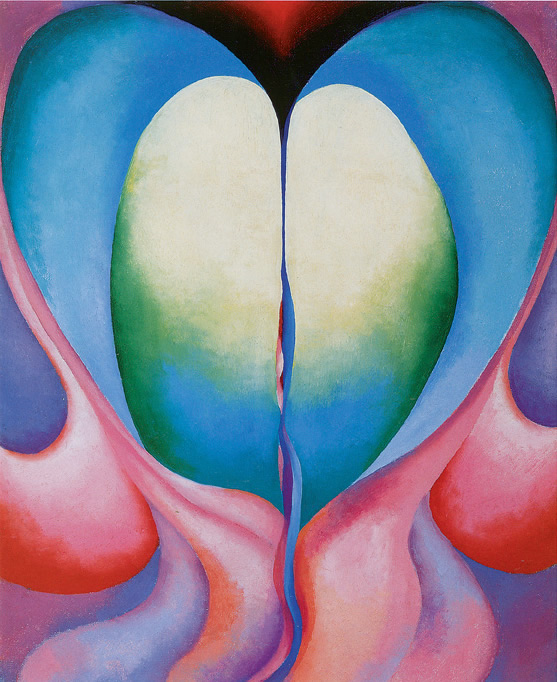
Series 1, No. 8, 1918, tranh sơn dầu trên vải bạt, , Lenbachhaus, Munich
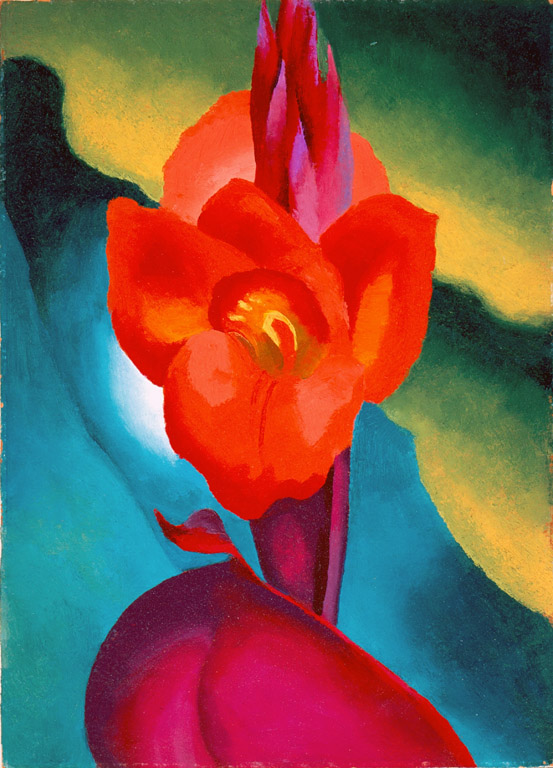
Red Canna, 1919, tranh sơn dầu, Bảo tàng Nghệ thuật Hiện đại, Atlanta
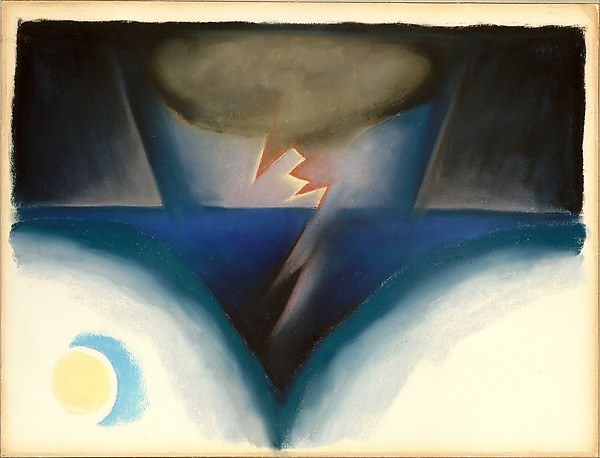
A Storm, 1922, tranh màu phấn trên giấy, Viện bảo tàng Mỹ thuật Metropolitan
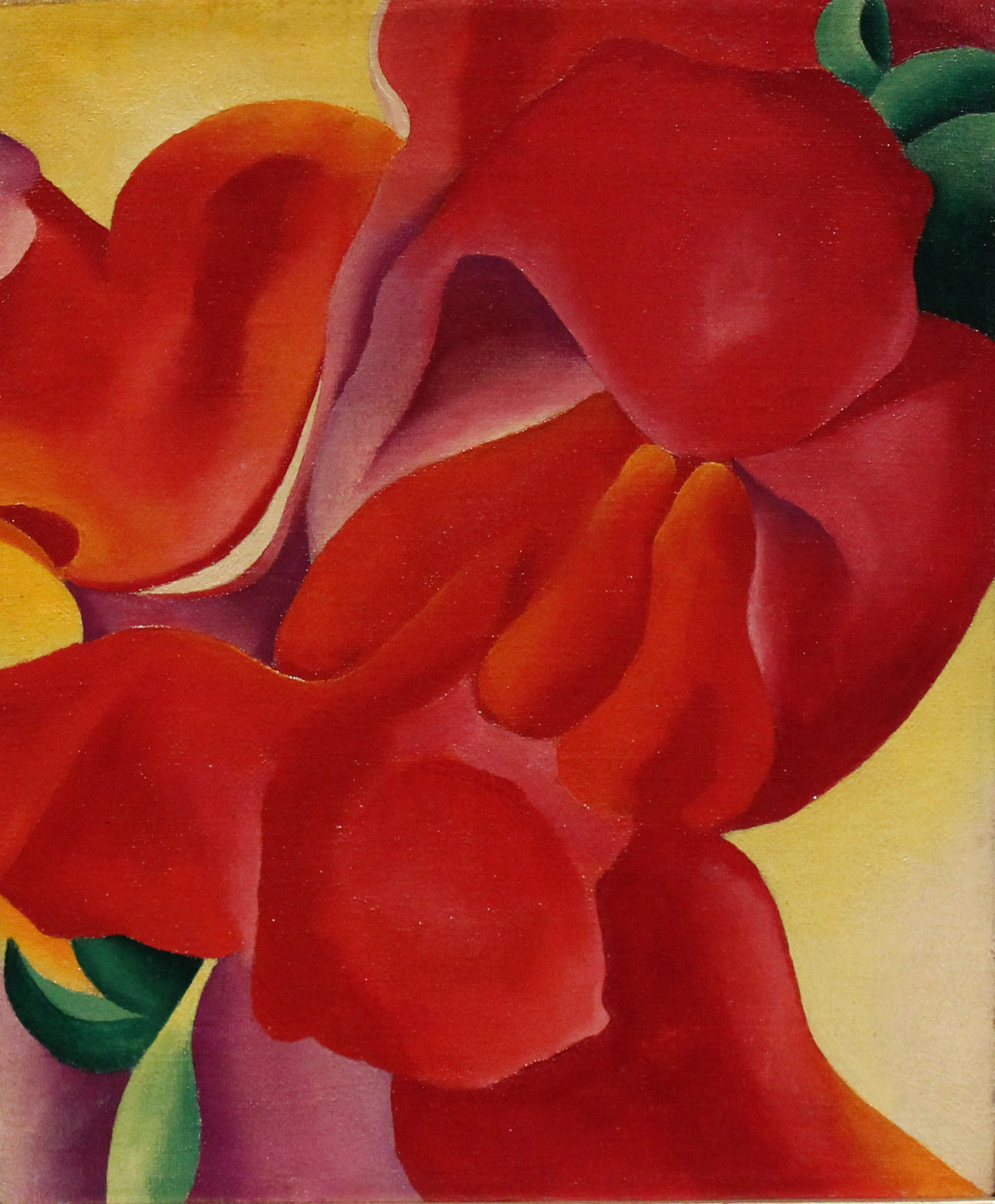
Red Canna, 1923, tranh sơn dầu trên vải bạt, Học viện Mỹ thuật Pennsylvania
Jack-in-the-Pulpit No. 6, 1930, Phòng trưng bày nghệ thuật quốc gia, DCJack-in-the-Pulpit No. 6, 1930, Phòng trưng bày nghệ thuật quốc gia, DC

## Sách
- O’Keeffe, Georgia (1976). Georgia O'Keeffe. New York: Viking Press. ISBN 978-0-670-33710-1.
- O'Keeffe, Georgia (1988). Some Memories of Drawings. Albuquerque, NM: University of New Mexico Press. ISBN 978-0-8263-1113-9.
- Giboire, Clive, biên tập (1990). Lovingly, Georgia: The Complete Correspondence of Georgia O'Keeffe & Anita Pollitzer. New York: Simon & Schuster. ISBN 978-0-671-69236-0.
- Greenough, Sarah, biên tập (2011). My Faraway One: Selected Letters of Georgia O'Keeffe and Alfred Stieglitz. Quyển One, 1915–1933 . New Haven, CT: Yale University Press. ISBN 978-0-300-16630-9. CS1 maint: Extra text (link)